# Sōunkyō
 (mai 2016).
Si vous disposez d'ouvrages ou d'articles de référence ou si vous connaissez des sites web de qualité traitant du thème abordé ici, merci de compléter l'article en donnant les références utiles à sa vérifiabilité et en les liant à la section « Notes et références ».
Sōunkyō (層雲峡) est une gorge située à Kamikawa sur l'île de Hokkaidō au Japon. Située dans le parc national de Daisetsuzan, la région est connue pour ses hôtels et onsen ainsi que pour ses cascades et ses magnifiques paysages de falaises.

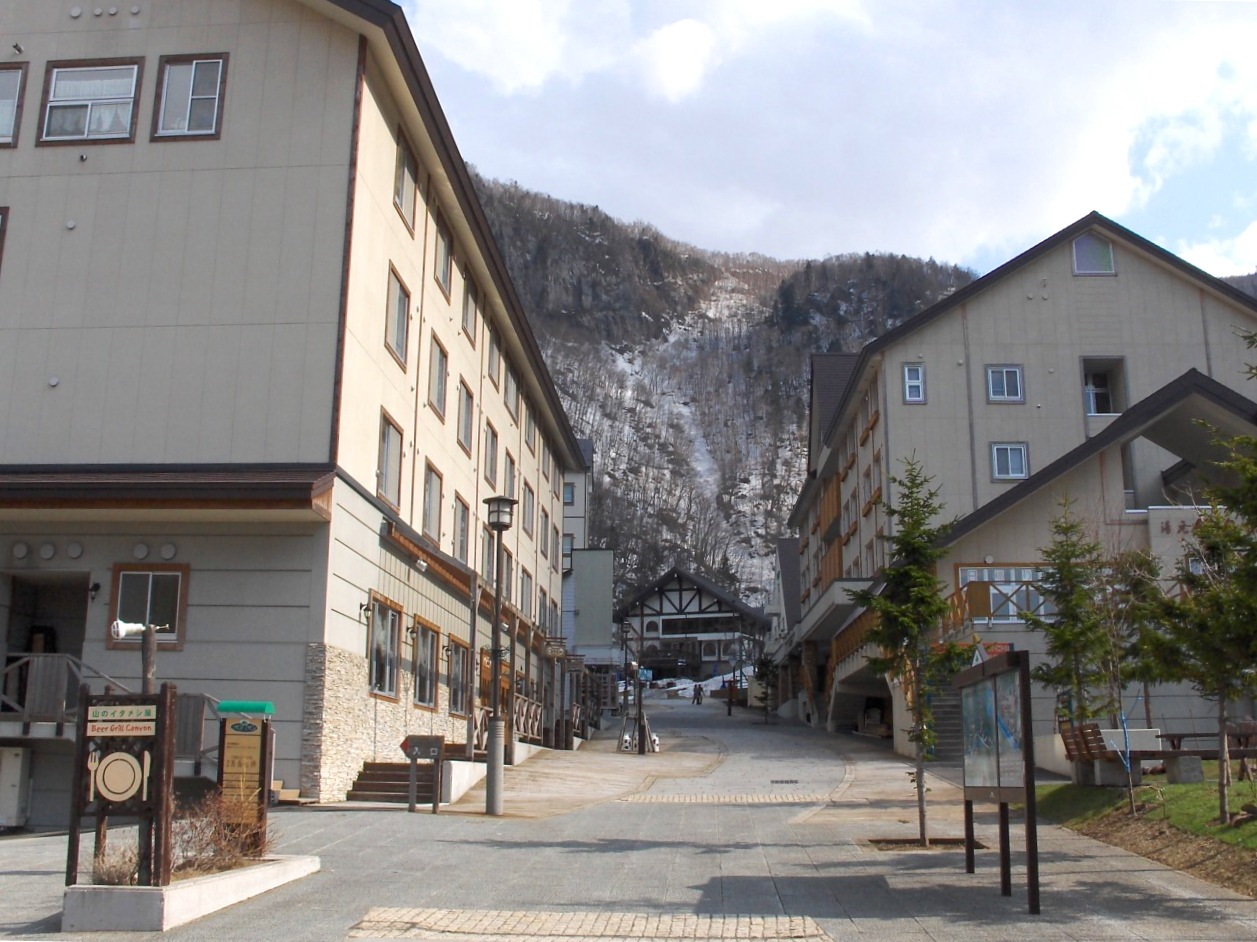
Stations thermales de Sōunkyō.

Le terme « Sounkyo » désigne respectivement la couche (層), le nuage (雲) et la gorge (峡) en japonais et son origine est le terme so-un-pet (ソウンペッ) dans la langue aïnou, qui signifie « la rivière avec de nombreuses cascades ».

## Histoire

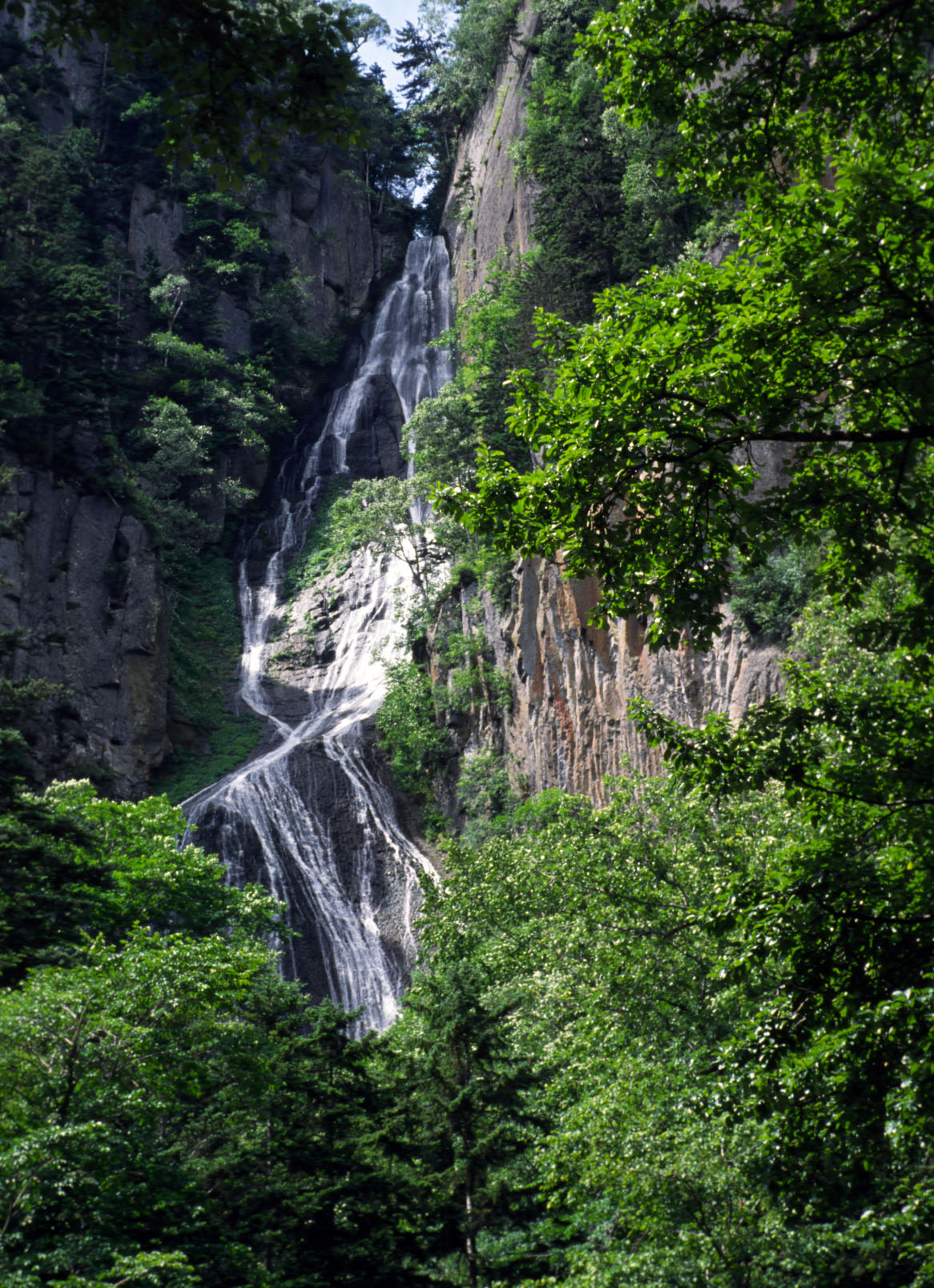
Une des cascades de Sōunkyō.

La géographie de la gorge et ses environs ont été formés par l'éruption volcanique du groupe de volcans de Daisetsuzan il y a environ 30 000 ans. Le tuf volcanique accumulé après l'éruption a été progressivement érodé par le rivière Ishikarigawa formant des falaises abruptes. La gorge s'étend sur plus de 24 km et comptent de nombreuses diaclases d'environ 200 mètres de hauteur.
La ville en elle-même a connu plusieurs phases de développement. Initialement pensée pour les alpinistes, elle souffre de la concurrence des autres attractions naturelles de la région, notamment le Parc national de Shiretoko. En 1957, dans le cadre du projet de dynamisation de la région,le gouvernement du district de Kamikawa incite des hôtels et magasins à s'y installer.
En 1987 cependant, la ville et le Ministère de l'Environnement constatent l'état de délabrement de nombreux batiments et lancent un programme de reconstruction. 36 bâtiments en bénéficieront, remplacés par 18 hôtels dont les toits ont été peints couleur ivoire pour rappeler les monts Daisetuzan tout proches. Des onsens ont également été construits, contribuant à attirer les touristes.